# 아프리카자유꼬리박쥐속
아프리카자유꼬리박쥐속(Myopterus)은 큰귀박쥐과에 속하는 박쥐 속의 하나이다. 2종으로 이루어져 있다.

## 특징
작은 박쥐로 몸길이는 56~66mm, 전완장은 33~56mm이다. 꼬리 길이는 25~33mm이다.

## 분포
중앙아프리카와 서아프리카에 널리 분포한다.

## 하위 종
- 도방통자유꼬리박쥐 (Myopterus daubentonii)
- 비니자유꼬리박쥐 (Myopterus whitleyi)